# Heidelberger Herbst

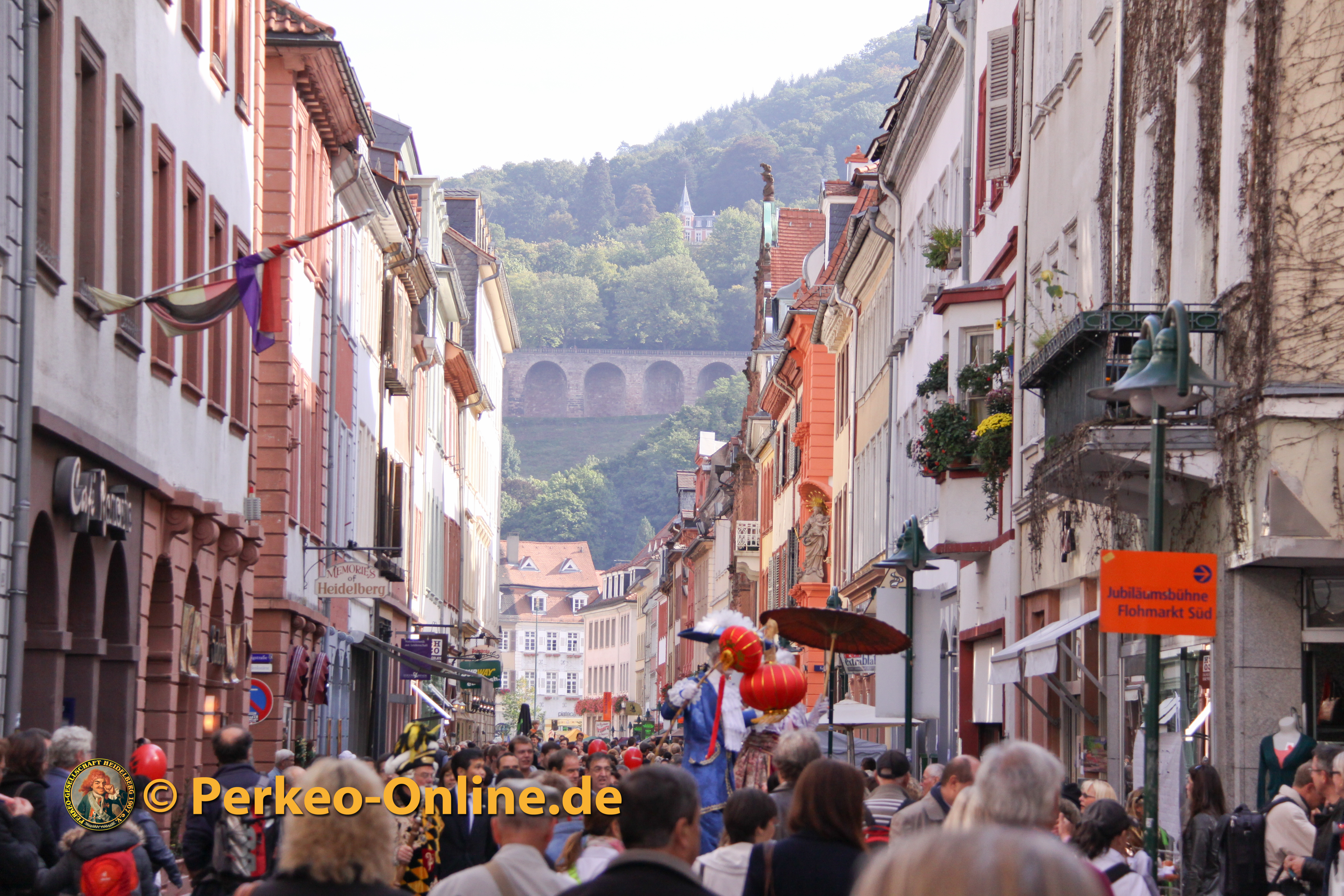
Heidelberger Herbst 2012

Der Heidelberger Herbst ist ein Straßenfest, das jährlich am letzten Wochenende im September in der Heidelberger Altstadt und in Bergheim stattfindet. Zu der seit 1970 stattfindenden Veranstaltung kommen jeweils bis zu 250.000 Besucher.
2025 findet der Heidelberger Herbst am 27. und 28. September statt. Im Rahmen des großen Stadtfestes haben die Geschäfte in der Innenstadt, Bergheim und in anderen Stadtteilen am Sonntag von 13 bis 18 Uhr geöffnet.
Auf den Plätzen der Altstadt (Marktplatz, Kornmarkt, Karlsplatz, Universitätsplatz, Fischmarkt, Heumarkt, Marstallhof) sowie im Stadtteil Bergheim auf dem Platz vor dem Alten Hallenbad existiert ein breites musikalisches Angebot verschiedener Stilrichtungen.
Auf der Hauptstraße gibt es einen großen Kunsthandwerksmarkt, auf dem sich Heidelberger Vereine mit Informationsangeboten sowie Verpflegungsständen präsentieren. Die Geschäfte in der Hauptstraße bieten nicht nur verlängerte Öffnungszeiten, sondern ebenso wie die Heidelberger Gastronomiebetriebe einige Angebote speziell zu diesem Anlass.
In den Gassen der Heidelberger Altstadt findet während des Heidelberger Herbstes ein Flohmarkt statt. Für Kinder existiert ein eigener Flohmarkt auf dem Schulhof der Theodor-Heuss-Schule, bei dem Kinder bis 15 Jahren ihre Waren anbieten können.

## Belege
1. ↑  Heidelberger Herst (Memento des Originals vom 30. Oktober 2013 im Internet Archive)  Info: Der Archivlink wurde automatisch eingesetzt und noch nicht geprüft. Bitte prüfe Original- und Archivlink gemäß Anleitung und entferne dann diesen Hinweis. auf gequo-travel.de
2. ↑  So schön war der Heidelberger Herbst: 250.000 Menschen kamen in die Altstadt (Fotogalerien). Rhein-Neckar-Zeitung, 28. September 2024, abgerufen am 26. November 2024.
3. 1 2  Heidelberger Herbst. heidelberg-marketing.de, abgerufen am 26. November 2024.
4. ↑  53. Heidelberger Herbst. presseportal.de, 19. September 2024, abgerufen am 26. November 2024.